# Ann Weaver Hart
Ann Weaver Hart (nacida en 1948) es la presidenta de la Universidad de Arizona y la única mujer hasta el momento. Está doctorada en historia por la Universidad de Utah.

## Educación
Hart recibió un MA en Historia y un doctorado en Administración Educativa, ambos de la Universidad de Utah. Sus intereses de investigación incluyen la sucesión del liderazgo y el desarrollo, rediseñar el trabajo y el comportamiento organizativo en las organizaciones educativas.

## Presidenta de universidades
Ha sido presidenta de cuatro lugares de estudio: Universidad de Temple, New Hampshire College, Universidad de New Hampshire y Universidad de Arizona.

### Universidad de Temple
Hart en Temple ha realizado dos cambios fundamentales que son:
- Crear unas vacaciones entre Navidad y Año Nuevo[1]
- Comenzar una tradición durante su primer año.[2]

## Vida personal
Ella y su marido Randy tienen cuatro hijas, dos nietas y cuatro nietos. Es famosa por iniciar sus discursos haciendo referencia a sus nietos.